# 9742 Worpswede
A 9742 Worpswede (ideiglenes jelöléssel 1987 WT1) a Naprendszer kisbolygóövében található aszteroida. Freimut Börngen fedezte fel 1987. november 26-án.